# أنظمة مساعدة السائق المتقدمة

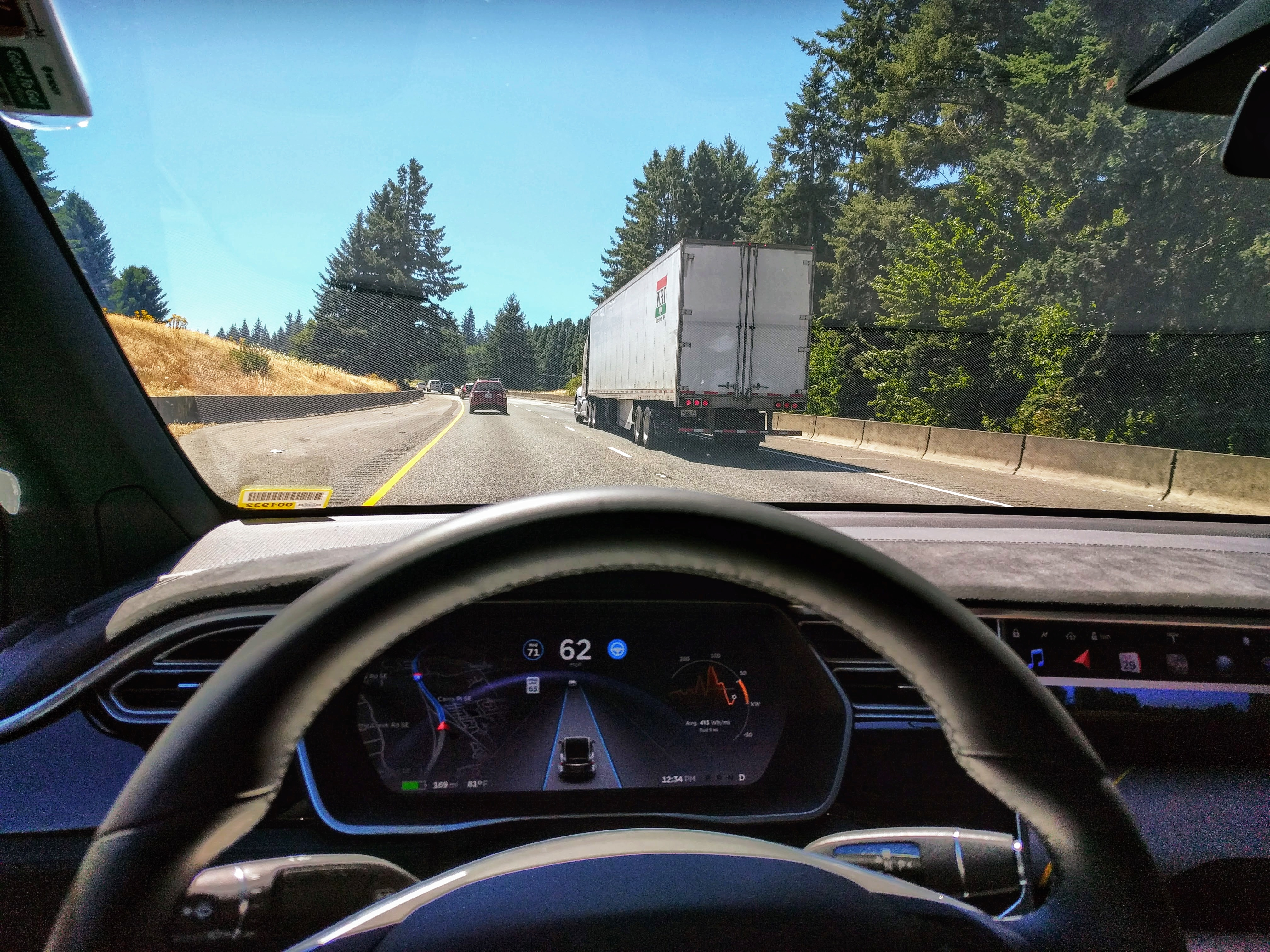
قد يساعد نظام مساعدة السائق Tesla في تقليل الحوادث بسبب الإهمال والتعب الناتج عن القيادة لمدة طويلة.

أنظمة مساعدة السائق المتقدمة (بالإنجليزية: Advanced driver-assistance systems)، اختصاراً ADAS، هي أنظمة إلكترونية تساعد سائق المركبة أثناء القيادة. تم تصميمها كوسيط آمن بين الإنسان والآلة، هدفها زيادة سلامة السيارة وبشكل عام السلامة المرورية على الطرق.
تحدث معظم حوادث الطرق بسبب خطأ بشري. أنظمة مساعدة السائق المتقدمة عبارة عن أنظمة تم تطويرها لأتمتة أنظمة المركبات وتكييفها وتحسينها من أجل سلامة وقيادة أفضل. ثبت أن النظام الآلي الذي توفره «أنظمة مساعدة السائق المتقدمة» للسيارة يحد من الوفيات الناجمة عن حوادث الطرق، من خلال تقليل الخطأ البشري. تم تصميم ميزات السلامة لتجنب الاصطدامات والحوادث من خلال تقديم التقنيات التي تنبه السائق إلى المشاكل المحتملة، أو لتجنب الاصطدامات من خلال تطبيق الإجراءات الوقائية والسيطرة على السيارة. قد تعمل الميزات التكيفية على أتمتة الإضاءة، وتوفر نظام التحكم بالتطواف الذكي وتجنب الاصطدام، أنظمة الحد من صدم المشاة (PCAM)، وتتضمن تحذيرات الملاحة عبرالاقمار الاصطناعية / حركة المرور، تنبيه السائق إلى السيارات الأخرى أو الأخطار، ونظام التحذير من مغادرة الحارات، والتركيز التلقائي على الحارات، وإظهار النقاط العمياء، أو الاتصال بالهواتف الذكية للحصول على تعليمات الملاحة.

## وصف
عدد متزايد من السيارات الحديثة لديها أنظمة مساعدة متقدمة للسائق مثل نظام الثبات الإلكتروني، ونظام منع انغلاق المكابح، والتحذير من مغادرة الممر، ونظام التحكم بالتطواف الذكي ونظام مراقبة الجر. يمكن أن تتأثر هذه الأنظمة بتعديلات المحاذاة الميكانيكية. وقد أدى ذلك بالعديد من الشركات المصنعة إلى طلب إعادة ضبط إلكترونية لهذه الأنظمة، بعد إجراء محاذاة ميكانيكية، تأكد من وجود أداة ضبط العجلات التي تفكر في السماح لها بتلبية متطلبات السلامة هذه.
تعتمد «أنظمة مساعدة السائق المتقدمة» على المدخلات من مصادر متعددة للبيانات، بما في ذلك تصوير السيارات وليدار والرادار ومعالجة الصور ورؤية الكمبيوتر والشبكات داخل السيارة. المدخلات الإضافية ممكنة من مصادر أخرى منفصلة عن منصة السيارة الأساسية، مثل المركبات الأخرى، المشار إليها باسم مركبة إلى مركبة (V2V)، أو مركبة إلى بنية أساسية (V2X)، مثل اتصالات متنقلة أوأنظمة بيانات شبكات الواي-فاي.
تعد أنظمة مساعدة السائق المتقدمة واحدة من أسرع القطاعات نمواً في مجال إلكترونيات السيارات،  مع زيادة مطردة في معدلات اعتماد معايير الجودة على مستوى الصناعة، في أنظمة سلامة المركبات (ISO 26262)، التي تطور معايير خاصة بالتكنولوجيا، مثل IEEE 2020 لجودة Image Sensor  وبروتوكولات الاتصالات مثل واجهة برمجة تطبيقات معلومات السيارة.
ستعمل «أنظمة مساعدة السائق المتقدمة» من الجيل التالي على زيادة الاستفادة من اتصال الشبكة اللاسلكية لتوفير قيمة محسّنة باستخدام سيارة إلى سيارة (تُعرف أيضًا باسم مركبة إلى مركبة أو V2V) ومن سيارة إلى بنية أساسية (تُعرف أيضًا باسم مركبة إلى بنية تحتية أو V2X).

## التطورات
في مارس 2014، أعلنت الإدارة الوطنية لسلامة المرور على الطرق العامة (NHTSA) التابعة لوزارة النقل الأمريكية أنها ستطلب من جميع المركبات الجديدة التي يقل وزنها عن 10,000 رطل (4,500 كـغ) الحصول على كاميرات للرؤية الخلفية بحلول مايو 2018. كان القانون مطلوبًا من الكونجرس كجزء من قانون كاميرون جولبرانسن لسلامة نقل الأطفال لعام 2007. تمت تسمية هذا القانون على اسم كاميرون جولبرانسن البالغ من العمر عامين، والذي قُتل عندما أخفق والده في رؤية الطفل، عندما تراجع للوراء بسيارته رياضية متعددة الأغراض مارا فوقه بطريق الخطأ في ممر العائلة.
تقدم جنرال موتورز في كاديلاك تحذيرا بهز المقعد بدءاً من كاديلاك أي تي اس 2013. إذا بدأ السائق في الانجراف خارج حارة السير على الطريق السريع، يهتز المقعد على جانب المقعد في اتجاه الانجراف، ويحذر السائق من الخطر. يوفر مقعد تنبيه السلامة أيضًا نبضة تهتز على جانبي المقعد عند اكتشاف تهديد أمامي. تم تقديم النظام لأول مرة من قبل سيتروان في عام 2006 كجزء من نظام افيل (تحذير من مغادرة الممر).
لا تسمح أجهزة الكشف عن الكحول للسائق ببدء تشغيل السيارة إذا كان مستوى الكحول في التنفس أعلى من الكمية المحددة مسبقًا. دعا تحالف السيارات من أجل السلامة المرورية والإدارة الوطنية للسلامة المرورية على الطرق العامة إلى وضع نظام للكشف عن الكحول للسائق (DADSS) في جميع السيارات.
في سبتمبر 2016، نشرت إدارة السلامة الوطنية على الطرق العامة السياسة الفيدرالية للمركبات الآلية ، التي تصف سياسات وزارة النقل الأمريكية المتعلقة بالمركبات الآلية عالية الاداء (HAV) مع ميزات أنظمة مساعدة السائق المتقدمة للمركبات ذاتية القيادة.

## تطبيقات

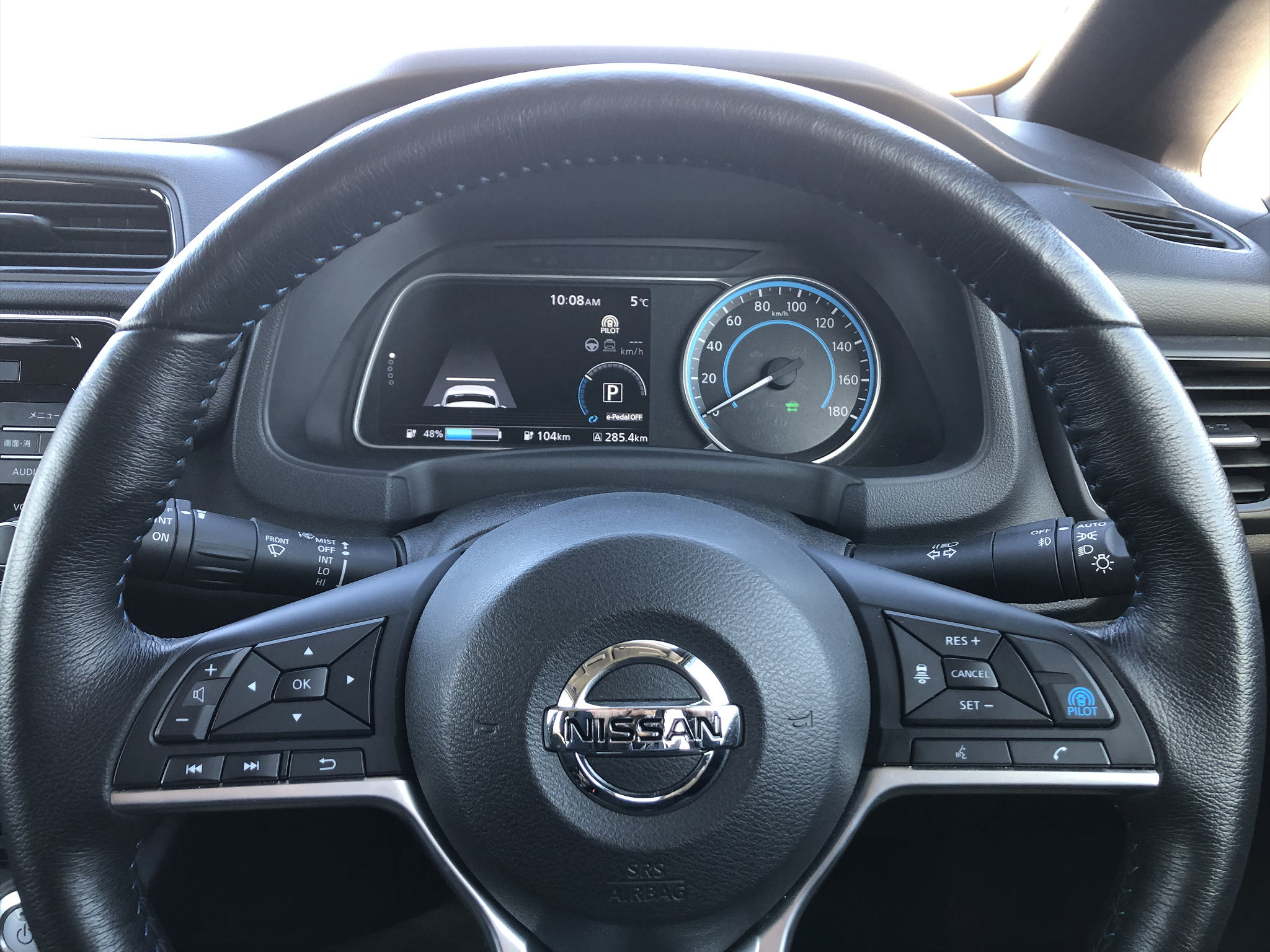
مجموعة أدوات لسيارة نيسان ليف، تعرض واجهة مساعد ProPilot

## أمثلة الميزة
- نظام التحكم بالتطواف الذكي (ACC)
- خالية من الوهج ذات الشعاع العالي وضوء بكسل
- التحكم التكيفي في الإضاءة: الأضواء منحنى الدوران
- نظام المكابح المانعة للانغلاق
- نظام الركن الآلي
- نظام ملاحة بالسيارة مع عادة نظام التموضع العالمي وTMC لتوفير معلومات آنية عن حركة المرور.
- الرؤية الليلية للسيارات
- نظام رصد النقطة العمياء
- نظام تجنب الاصطدام (نظام ما قبل الحادث)
- تحكم أوتوماتيكي للسرعة
- الكشف عن نعاس السائق
- برنامج تشغيل نظام الرصد
- الأصوات التحذيرية للسيارة الكهربائية المستخدمة في السيارات الهجينة والسيارات الكهربائية
- نظام الثبات الإلكتروني
- مساعد السائق للطوارئ
- التحذير من الاصطدام الأمامي (FCW)
- مساعد التقاطع
- نظام التحكم أثناء هبوط المنحدرات
- التكيف الذكي للسرعة
- نظام تحذير مغادرة حارة السير (LDW)
- مساعد تغيير الحارة
- الاستشعار رأب السيارات
- نظام حماية المشاة
- مستشعر المطر
- نظام العرض المحيطي
- مراقبة ضغط الهواء في الإطارات
- نظام مراقبة الجر
- التعرف على إشارات المرور
- مساعد انعطاف
- نظم الاتصالات للمركبات
- تحذيرالسياقة في الاتجاه المعاكس